# 幻日環

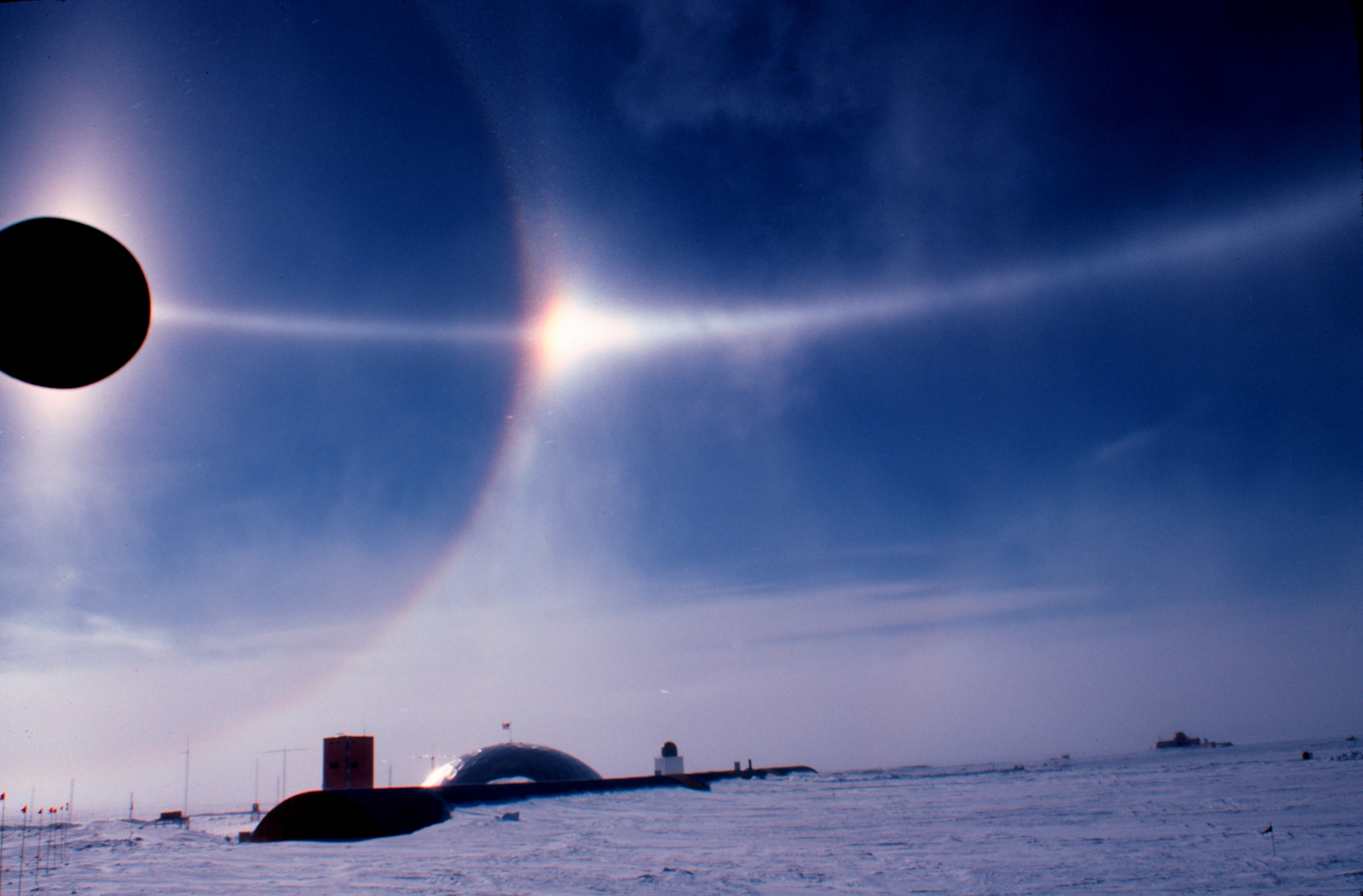
日暈と幻日。太陽を貫く光弧が幻日環（NOAA）

幻日環（げんじつかん、英語: parhelic circle）とは、天頂を中心として太陽を通る光の輪が見られる大気光学現象のことである。月でも同様の現象が見られることがあり、こちらは幻月環（げんげつかん）と呼ばれる。

## 概要
天頂を中心とした完全な輪になるものはきわめて稀にしか見られず、ほとんどの場合は太陽付近だけの弧として観察される。暈（かさ）、幻日などの他の大気光学現象と同時に見られることが多い。
幻日と関連しているような名前であるが、幻日が氷晶内での太陽光の屈折によって起こる現象であるのに対し、幻日環は氷晶の表面での太陽光の反射によって起こる現象であり、むしろ太陽柱と同類の現象である。
太陽柱が氷晶の地面に対して水平な面での反射で起こされるのに対し、幻日環は氷晶の地面に対して垂直な面での反射で起こされる。雲が長い六角柱状の氷晶からできており風が弱い場合、この氷晶は浮力によって六角形の面が地面に対して垂直の向きにそろう。また、雲が六角板状の結晶からできている場合、この氷晶は浮力によって六角形の面が地面に対して水平、つまり側面が地面に対して垂直の向きにそろう。これらの地面に対し垂直な面で太陽光が反射されると、太陽と同じ高度に太陽の虚像が見られることになる。
幻日環は反射によって起こる現象であるので暈などのように色がついて見えることはない。
『史記』鄒陽列伝に「白虹日を貫けり。太子畏ぢたり」とあるのは、幻日環を指すといわれている（暈#白虹貫日）。